# Michał Kłak
Michał Kłak (ur. 16 października 1878 w Woroniakach, zm. 20 sierpnia 1948 w Sanoku) – porucznik kancelaryjny Wojska Polskiego.

## Życiorys
Urodził się w 16 października 1878 w Woroniakach jako syn Wojciecha i Teresy z domu Wowiak.
Po zakończeniu I wojny światowej i odzyskaniu przez Polskę niepodległości został przyjęty do Wojska Polskiego. Został awansowany do stopnia porucznika w korpusie oficerów zawodowych administracji, dział kancelaryjny ze starszeństwem z dniem 1 grudnia 1922. W 1924 służył jako oficer ewidencyjny  w Powiatowej Komendzie Uzupełnień Jasło w Sanoku.
Jako emerytowany oficer przeniesiony w stan spoczynku zamieszkiwał w Sanoku. Uchwałą Rady Miejskiej w Sanoku z 10 lipca 1930 został uznany przynależnym do gminy Sanok. W 1933 był członkiem komisji rewizyjnej zarządu powiatu Związku Strzeleckiego w Sanoku. W 1934 jako porucznik rezerwy administracji (w Roczniku Oficerskim Rezerw 1934 starszeństwo zostało ręcznie poprawione z 1 grudnia 1922 na 1 grudnia 1920) pozostawał wówczas w ewidencji Powiatowej Komendy Uzupełnień Sanok.

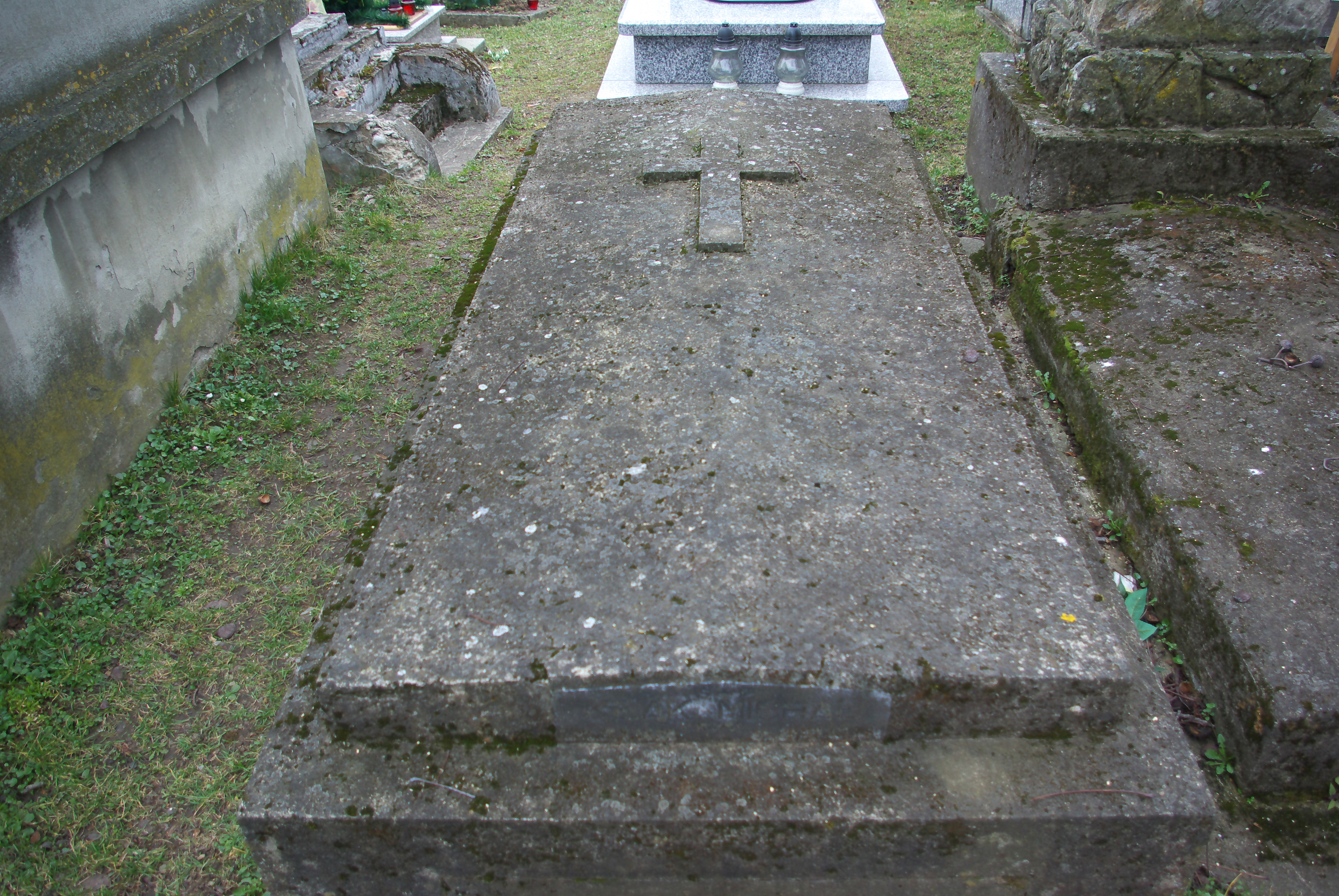
Grób Michała Kłaka

Do końca życia zamieszkiwał przy ul. Parkowej 2 nieopodal koszar w Sanoku. Zmarł 20 sierpnia 1948 w Sanoku wskutek paraliżu mózgu. Został pochowany na cmentarzu przy ul. Rymanowskiej w Sanoku 23 sierpnia 1948. 
Jego pierwszą żoną była Józefa z domu Bednarska (ur. 1 marca 1881, zm. 31 października 1920), z którą miał syna Mieczysława Floriana wzgl. Florencjusza (ur. 16 października 1909, absolwent prawa), córkę Kunegundę Kłak-Majewską (1911–1990, uczestniczka ruchu oporu poza obszarem Polski podczas II wojny światowej – żona Józefa i córka Kunegunda zostały pochowane obok miejsca spoczynku Michała Kłaka), syna Bolesława Tadeusza (ur. 30 marca 1913), córkę Ludwikę Romualdę (ur. 28 kwietnia 1914), córkę Józefę Zofię (ur. 12 października 1920). Przed 1930 ożenił się po raz drugi, a jego żoną została Maria Kwiatkowska (1891-1970).